# Herluf Zahle
Herluf Zahle, né le 14 mars 1873 à Copenhague et décédé le 4 mai 1941 à Berlin, est un barrister, diplomate et homme politique danois. Il est président de l'Assemblée générale de la Société des Nations entre 1928 et 1929.

## Source
- (en) Cet article est partiellement ou en totalité issu de l’article de Wikipédia en anglais intitulé « Herluf Zahle » (voir la liste des auteurs).